# Sächsisch-Oberlausitzer Eisenbahngesellschaft

Historisches Logo der SOEG bis 2015

Die Sächsisch-Oberlausitzer Eisenbahngesellschaft (SOEG) ist ein Eisenbahninfrastrukturunternehmen und ein Eisenbahnverkehrsunternehmen mit Sitz in Zittau, Sachsen. Die Gesellschaft ist Betreiber der schmalspurigen Nebenbahnen Zittau–Kurort Oybin und Bertsdorf–Kurort Jonsdorf. Die beiden Strecken werden zusammen als Zittauer Schmalspurbahn vermarktet.

## Geschichte
Gegründet wurde die SOEG am 28. Juli 1994 durch den Kreis Zittau und mehrere Anliegergemeinden der Zittauer Schmalspurbahn. Am 15. November 1996 erhielt sie die Konzession als Eisenbahnverkehrsunternehmen (EVU) und als Eisenbahninfrastrukturunternehmen (EIU) für die Schmalspurbahn Zittau – Kurort Oybin/Kurort Jonsdorf. Zum 1. Dezember 1996 ging schließlich die Betriebsführung der Schmalspurbahn an die SOEG über. Von 2002 bis 2003 war die SOEG an der Sächsisch-Böhmischen Eisenbahngesellschaft (SBE) mit Sitz in Seifhennersdorf beteiligt.
Am 1. Januar 2013 übernahm die SOEG per Dienstleistungsvertrag die Geschäftsführung der Döllnitzbahn GmbH, die durch Ingo Neidhardt in Personalunion ausgeübt wird. Damit sind gemäß einer Pressemitteilung der Döllnitzbahn die Voraussetzungen zu einer noch engeren Kooperation bis hin zum angestrebten Zusammenschluss geschaffen.
Die SOEG hält neben den für den Alltagsverkehr notwendigen Fahrzeugen auch historische Fahrzeuge bereit, mit denen Sonderfahrten angeboten werden.

## Triebfahrzeuge
(Stand: 2016)
| SOEG-Nr.   | Herkunft      | Bauart    | Baujahr   | Baureihe / Typ       | Hersteller                              | Anmerkungen                                                        |
| ---------- | ------------- | --------- | --------- | -------------------- | --------------------------------------- | ------------------------------------------------------------------ |
| 99 555     |               | B’B’ n4vt | 1908      | Sächsische IV K      | Sächsische Maschinenfabrik              | Leihgabe von Interessenverband der Zittauer Schmalspurbahnen e. V. |
| 99 731     |               | 1’E1’ h2t | 1928      | DR-Baureihe 99.73–76 | Sächsische Maschinenfabrik              |                                                                    |
| 99 735     |               | 1’E1’ h2t | 1928      | DR-Baureihe 99.73–76 | Sächsische Maschinenfabrik              |                                                                    |
| 99 749     |               | 1’E1’ h2t | 1929      | DR-Baureihe 99.73–76 | Berliner Maschinenbau                   |                                                                    |
| 99 750     |               | 1’E1’ h2t | 1929      | DR-Baureihe 99.73–76 | Berliner Maschinenbau                   | Denkmal am Trixi-Park Großschönau                                  |
| 99 757     |               | 1’E1’ h2t | 1933      | DR-Baureihe 99.73–76 | Berliner Maschinenbau                   |                                                                    |
| 99 758     |               | 1’E1’ h2t | 1933      | DR-Baureihe 99.73–76 | Berliner Maschinenbau                   |                                                                    |
| 99 760     |               | 1’E1’ h2t | 1933      | DR-Baureihe 99.73–76 | Berliner Maschinenbau                   |                                                                    |
| 99 787     |               | 1’E1’ h2t | 1955      | DR-Baureihe 99.77–79 | Lokomotivbau Karl Marx                  |                                                                    |
| VT 137 322 |               | B’2’      | 1938      | DR 137 322 bis 325   | Waggon- und Maschinenfabrik vorm. Busch | Leihgabe von Verkehrsmuseum Dresden                                |
| 199 013    | PKP Lyd 2-103 | C dh      | 1980      | FAUR L30H            | Lokomotivfabrik 23. August              |                                                                    |
| 199 018    |               |           | 1970/2011 | FAUR L45H            | Lokomotivfabrik 23. August              |                                                                    |

Alle Angaben nach Fahrzeugliste der SOEG.